# 2 Pallas
Pallas /ˈpæləs/ (định danh hành tinh vi hình: 2 Pallas) là một tiểu hành tinh nằm giữa Vành đai tiểu hành tinh. 2 Pallas có khối lượng đứng thứ hai sau Ceres trong vành đai này với thể tích 570 × 525 × 500 km³.

## Tên gọi
Tên của tiểu hành tinh này được đặt theo một tên gọi khác của nữ thần Athena trong thần thoại Hy Lạp.